# شبيشة (بوزي)
شبيشة (بالفارسية: شبیشه) هي منطقة سكنية تقع في إيران في قسم بوزي الريفي. يقدر عدد سكانها بـ 120 نسمة بحسب إحصاء 2016.